# イーゾラ・デッレ・フェンミネ
イーゾラ・デッレ・フェンミネ（イタリア語: Isola delle Femmine, シチリア語: Isula dî Fìmmini）は、イタリア共和国シチリア自治州パレルモ県にある、人口約7,200人の基礎自治体（コムーネ）。

## 地理

### 位置・広がり
パレルモ県のコムーネ。県都パレルモから北西へ13kmの距離にある。

#### 隣接コムーネ
隣接するコムーネは以下の通り。
- カパーチ
- パレルモ
- トッレッタ

## 姉妹都市
- ピッツバーグ - アメリカ合衆国